# Nemopalpus brevinervis
Nemopalpus brevinervis är en tvåvingeart som beskrevs av Barretto och Andretta 1946. Nemopalpus brevinervis ingår i släktet Nemopalpus och familjen fjärilsmyggor. Inga underarter finns listade i Catalogue of Life.